# Mercury-Little Joe 1
Mercury-Little Joe 1 – jedna z misji testowych programu Mercury, wchodząca w skład podprogramu Mercury-Little Joe. 
Był to test przerwania misji i odrzucenia kapsuły (ang. Abort and Escape) w warunkach maksymalnego ciśnienia dynamicznego. Celem misji było określenie, jak wydajnie będzie pracować niewielka rakieta odrzucająca kapsułę w takich warunkach, jakich spodziewano się podczas wystrzelenia rakiety Mercury-Atlas (rakieta ta miała docelowo wynosić kapsuły załogowe).

## Przebieg misji

### Dane[1]
- osiągnięta wysokość: 600 m
- czas trwania lotu: 20 s
- pokonana odległość: 800 m
- status misji: nieudana

### Misja
Test miał nieoczekiwany przebieg. Na 35 minut przed startem - zgodnie z planem - przeprowadzono ewakuację obszaru przylegającego do wyrzutni, a także zostały naładowane baterie zasilające programator lotu i system zniszczenia (ewentualnego - na wypadek komplikacji lotu) dolnego stopnia rakiety. Niespodziewanie, na pół godziny przed planowanym momentem wystrzelenia, nastąpił błysk eksplozji. Kiedy zniknął dym, stało się jasne, że został wystrzelony jedynie górny stopień rakiety (a więc układ kapsuła-wieżyczka odrzucająca) - po trajektorii zbliżonej do zaplanowanego toru lotu całej rakiety. Dolny stopień rakiety (dopalacz) i dołączony do niego pośredniczący pierścieniowy zacisk pozostały nietknięte na wyrzutni. W pobliżu punktu apogeum - na wysokości około 600 metrów - ten zacisk pierścieniowy, który łączył wieżyczkę z kapsułą został zwolniony i odpaliła niewielka pirorakieta odrzucająca wieżyczkę na bok. Po dwudziestu sekundach lotu, rakieta uderzyła w ziemię 600 metrów od platformy startowej. 
Raport z wypadku LJ-1, jaki został opublikowany 18 września 1959 roku, za przyczynę przedwczesnego odpalenia górnego stopnia rakiety przyjmuje przebicie elektryczne lub 'prądy samowzbudne' (jak określili to inżynierowie rakietowi) na obwodzie przekaźnika. Usterkę znaleziono na cewce zaprojektowanej do ochrony próbek biologicznych przed uszkodzeniem w trakcie powrotu.